# Akira Nishino
Akira Nishino (født 7. april 1955) er en japansk tidligere fodboldspiller og senere -træner.

## Japans fodboldlandshold
| Japans landshold | Japans landshold | Japans landshold |
| År               | Kmp              | Mål              |
| ---------------- | ---------------- | ---------------- |
| 1977             | 4                | 0                |
| 1978             | 8                | 1                |
| Total            | 12               | 1                |